# Wilhelmstraßen-Prozess

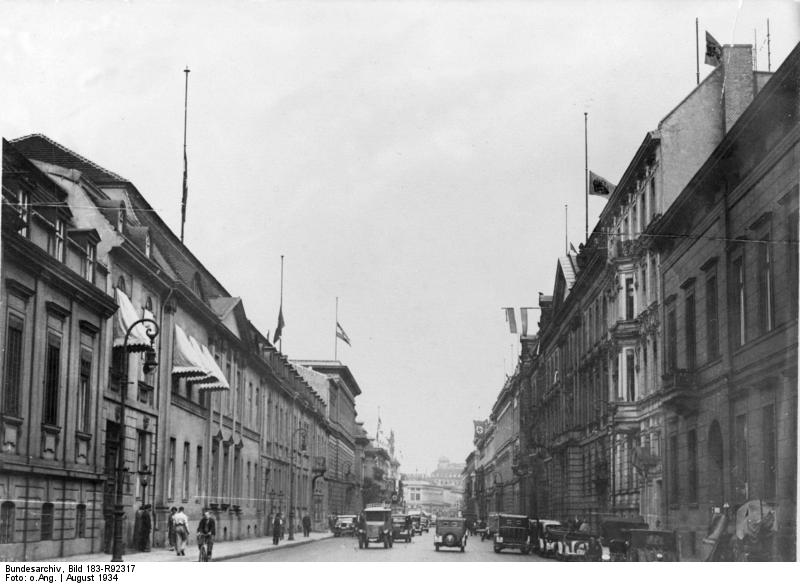
Wilhelmstraße mit Blick zur Reichskanzlei (Nr. 77) und zum Auswärtigen Amt (Nr. 76) auf der linken Straßenseite, August 1934

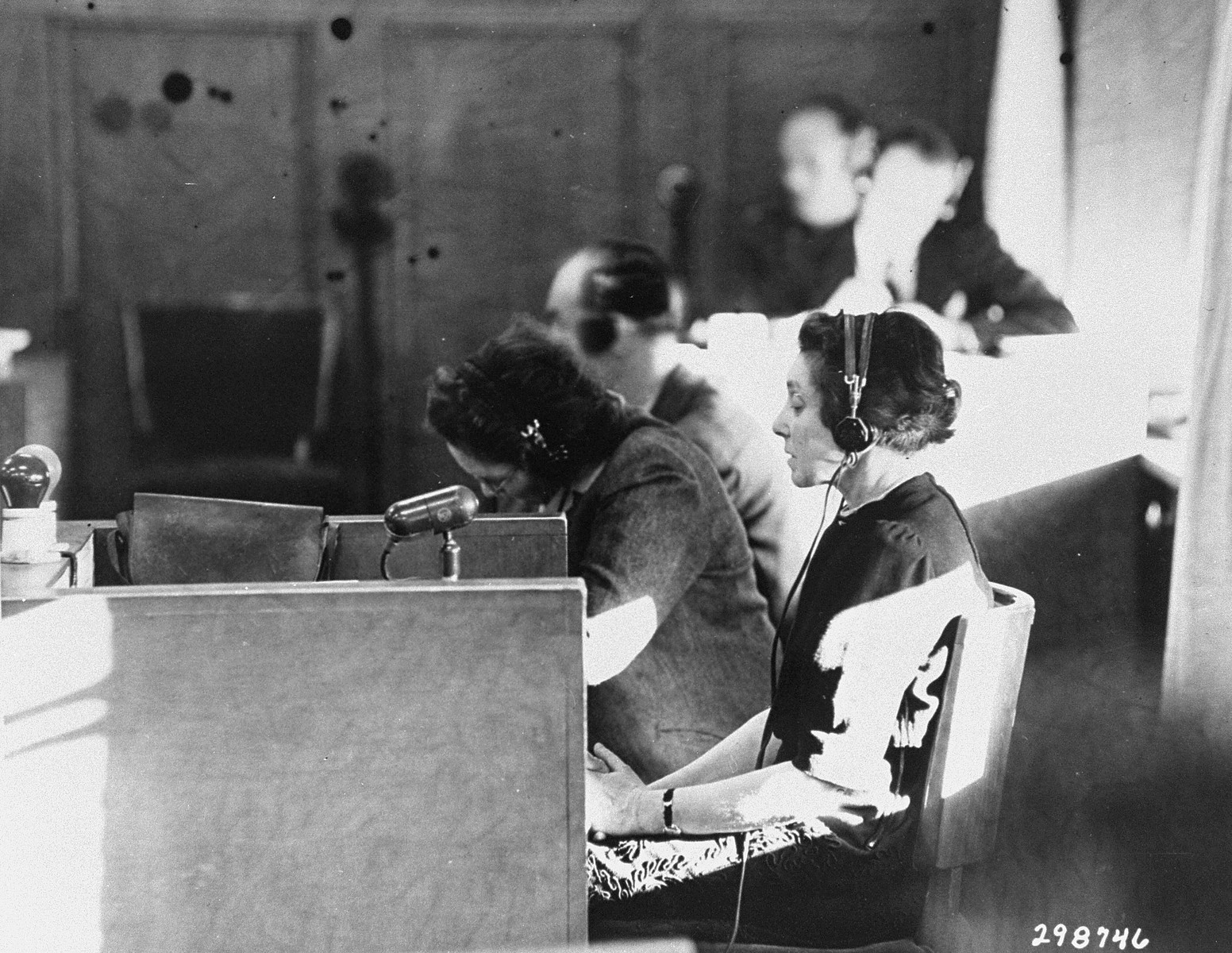
Martha Mosse am 26. Februar 1948 während ihrer Zeugenaussage im Wilhelmstraßen-Prozess

Der Wilhelmstraßen-Prozess war der vorletzte, umfangreichste und zeitlich längste der zwölf Nürnberger Nachfolgeprozesse gegen Verantwortliche des Deutschen Reichs zur Zeit des Nationalsozialismus. Angeklagt waren führende Angehörige des Auswärtigen Amts und anderer Ministerien sowie weiterer nationalsozialistischer Dienststellen. Dementsprechend war auch die englische Bezeichnung gewählt: „The Ministries Trial“ („Der Ministerien-Prozess“). Im Deutschen wurde der Prozess nach der Berliner Wilhelmstraße benannt, in der neben dem Auswärtigen Amt auch die Dienststellen weiterer Angeklagter ihren Sitz hatten. Offizieller Name war „The United States of America vs. Ernst von Weizsaecker et al.“ Die Prozessdauer erstreckte sich von der Anklageerhebung am 15. November 1947 über die Verhandlungen vom 6. Januar bis 18. November 1948 und Beratungen bis zur Urteilsverkündung am 11. April 1949. Das Strafmaß wurde am 13. April 1949 mitgeteilt, die Berichtigungsbeschlüsse am 12. Dezember 1949.

## Vorbereitung des Prozesses
Ursprünglich hatte die Anklagebehörde sechzehn Nachfolgeprozesse des Nürnberger Hauptprozesses geplant. Robert Kempner war nicht nur mit der Vorbereitung des Prozesses gegen zwölf bis fünfzehn Beamte des Auswärtigen Amtes beauftragt, sondern sollte auch drei weitere Prozesse gegen sechs Angehörige von Ministerien und Reichskanzlei, gegen Vertreter der deutschen Wirtschaftselite und gegen Funktionäre des Reichssicherheitshauptamtes vorbereiten. Man beschloss letzten Endes – aus Geldmangel oder erlöschendem Interesse –, die Anzahl der ausstehenden Verfahren zu reduzieren, fasste die unterschiedlichen Tätergruppen zusammen und begrenzte die Zahl der Angeklagten.

## Angeklagte
Unter den 21 Angeklagten befanden sich acht leitende Angehörige des Auswärtigen Dienstes; unter ihnen Edmund Veesenmayer, der als Bevollmächtigter die Deportation der Juden in Ungarn in Gang gesetzt hatte, und Ernst von Weizsäcker, der als Repräsentant einer nationalkonservativen „traditionellen politisch-bürokratischen Führungsschicht“ galt. Daneben wurden vier Personen als Vertreter für Bankwesen, Industrie und Vierjahresplanbehörde angeklagt und einzelne Angehörige der Reichskanzlei, aus dem Reichsministerium für Ernährung und Landwirtschaft, dem Reichsfinanzministerium, dem Reichsministerium für Rüstung und Kriegsproduktion,
dem Reichsministerium für Volksaufklärung und Propaganda, dem Reichsinnenministerium sowie dem Reichssicherheitshauptamt beziehungsweise SS-Hauptamt.

## Anklagepunkte
Die Anklageschrift vom 15. November 1947 nennt:
- Planung, Vorbereitung, Einleitung und Führung von Angriffskriegen und Invasionen,
- den gemeinsamen Plan und die Verschwörung,
- Kriegsverbrechen: Ermordung und Misshandlung von Kriegsteilnehmern und von Kriegsgefangenen,
- Verbrechen gegen die Menschlichkeit: Gräueltaten und strafbare Handlungen gegen deutsche Staatsangehörige aus politischen, rassischen und religiösen Gründen zwischen 1933 und 1939,
- Kriegsverbrechen und Verbrechen gegen die Menschlichkeit: Gegen die Zivilbevölkerung begangene Gräueltaten und strafbare Handlungen,
- Kriegsverbrechen und Verbrechen gegen die Menschlichkeit: Raub und Plünderung,
- Kriegsverbrechen und Verbrechen gegen die Menschlichkeit: Zwangsarbeit,
- Mitgliedschaft in verbrecherischen Organisationen.

## Richter

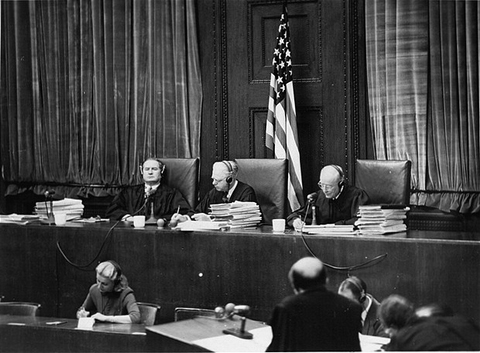
Richtertisch beim Wilhelmstraßen-Prozess (Sitzend von links nach rechts: Leon W. Powers, Vorsitzender Richter William C. Christianson und Robert T. Maguire)

Als Präsident fungierte William C. Christianson, ehemaliger Richter am Obersten Gericht des Staates Minnesota, der bereits im Flick-Prozess (Fall 5) eingesetzt gewesen war. Außerdem gehörten Robert F. Maguire vom District Court in Oregon und Leon W. Powers, ein kurz vor der Pensionierung stehender Anwalt aus Denison, Iowa, der von 1934 bis 1936 Richter am Supreme Court in Iowa gewesen war, dem Gericht an.

## Ankläger, Verteidiger und Zeugen
Als Anklagevertreter und „Deputy Chief of Counsel“ trat Robert Kempner auf; die Anklage gegen die Beschuldigten aus dem wirtschaftspolitischen Bereich wurde durch Rawling Ragland, später durch Morris Amchan vertreten.
Allen Angeklagten standen Verteidiger zur Seite, von denen fast alle schon Erfahrungen in vorangegangenen Nürnberger Prozessen gesammelt hatten. Die Verteidigung Ernst von Weizsäckers wurde von einem Team unter Leitung von Hellmut Becker, dem auch von Weizsäckers Sohn Richard angehörte, „sehr professionell organisiert und glänzend durchgeführt“. Der amerikanische Anwalt Warren Magee, vom Gericht auf Antrag Beckers am 29. Dezember 1947 als zweiter Verteidiger für Weizsäcker zugelassen, war der einzige nicht-deutsche Verteidiger im Verfahren.
Einer der Zeugen war beispielsweise der Diplomat und Verwaltungsjurist Otto Bräutigam, der am 6. Februar 1948 an dem Prozess gegen Ernst Freiherr von Weizsäcker teilnahm. Auch die SPD-Politikerin und Shoah-Überlebende Jeanette Wolff sagte gegen die ihr zum Teil persönlich bekannten Angeklagten aus.

## Prozessverlauf
Der Prozess war mit seinen 169 Verhandlungstagen, 323 Zeugen, über 9.000 Dokumenten als Beweismaterial, darunter dem aufgefundenen Protokoll der Wannseekonferenz, und 29.000 Seiten Verhandlungsprotokoll der umfangreichste Nachfolgeprozess.
Die Diplomaten bestritten, Kenntnis von Vernichtungslagern gehabt zu haben; ihnen konnte jedoch das Wissen vom Morden der Einsatzgruppen nachgewiesen werden. Ihnen wurde vorgeworfen, keine Einwände gegen die Verhaftung und Deportation europäischer Juden erhoben zu haben, vielmehr hätten sie auf entsprechende Anfragen billigend und bürokratisch mitwirkend reagiert.
Zunächst verlangten die Verteidiger mit Erfolg die Einsichtnahme in alle belastenden Dokumente und die Durchsuchung der Aktenbestände nach Entlastungsmaterial, die durch einen von ihnen Beauftragten durchgeführt werden konnte. Danach konnte sie unter Hinweis auf das Kontrollratsgesetz Nr. 10 den Anklagepunkt IV verwerfen, der Verbrechen gegen die Menschlichkeit an deutschen Staatsbürgern vor dem Jahr 1939 zum Inhalt hatte.
Angriffspunkte bot der Zeuge Friedrich Gaus, der im Vorfeld des Prozesses von Kempner als sachverständiger Zeuge angeworben worden war und dessen Glaubwürdigkeit bezweifelt wurde. Der evangelische Bischof Theophil Wurm verstieg sich in einem Brief an Kempner zum unberechtigten Vorwurf, es würden „zur Erpressung von Aussagen und Geständnissen verbrecherische Methoden und abscheuliche Quälereien“ angewandt.
Im Verlauf der Verhandlung stellte Weizsäcker sich als Vertrauensmann des Widerstands dar. Unter anderen sprachen die Brüder Theo und Erich Kordt für ihn. 1938 habe er mit allen Möglichkeiten versucht, einen Frieden zu bewahren. Bei diplomatischen Dokumenten müsse stets zwischen Wortlaut und beabsichtigtem Zweck unterschieden werden. Das Gericht befand Weizsäcker jedoch für schuldig, weil er einen Brief Franz Rademachers vom 20. März 1942 an die SS über die Deportation von 6000 französischen und staatenlosen Juden nach Auschwitz abgezeichnet sowie mit dem Vermerk „polizeilich charakterisierte Juden“ versehen hatte und seiner Pflicht bei der Anfrage der SS, „ob das Auswärtige Amt irgendwelche Bedenken habe“, diese anzumerken, nicht nachgekommen sei, sondern in diesem und „in gleichgelagerten Fällen“ keine Bedenken geäußert habe. Strafmildernd berücksichtigte es die von Weizsäcker angegebene Nähe zum Widerstand, die es als glaubhaft ansah.

## Urteile

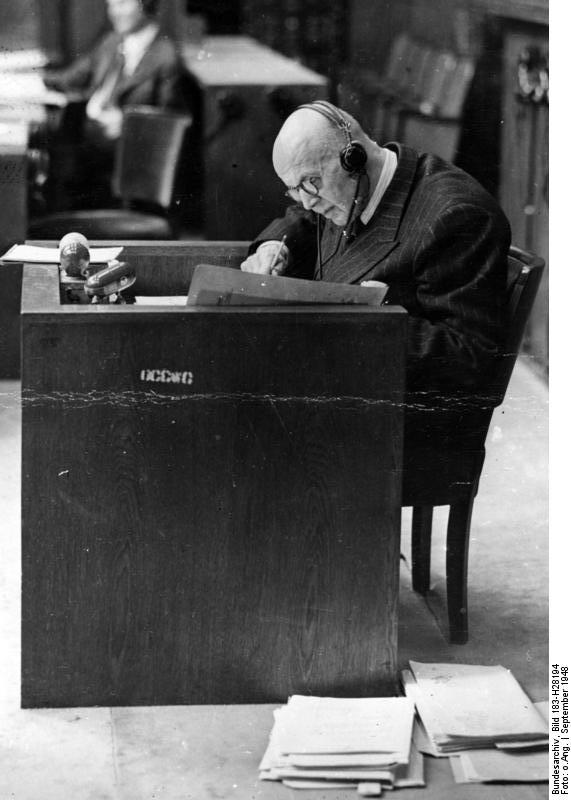
Hans Heinrich Lammers beim Wilhelmstraßen-Prozess

- Ernst von Weizsäcker (AA) – sieben Jahre, durch Berichtigungsbeschluss vom 12. Dezember 1949 auf fünf Jahre herabgesetzt
- Gustav Adolf Steengracht von Moyland (AA) – sieben Jahre, durch Berichtigungsbeschluss vom 12. Dezember 1949 auf fünf Jahre herabgesetzt
- Wilhelm Keppler (AA) – zehn Jahre, 1951 entlassen
- Ernst Wilhelm Bohle (AA/NSDAP-Auslandsorganisation) – fünf Jahre, bereits am 21. Dezember 1949 begnadigt
- Ernst Woermann (AA) – sieben Jahre, durch Berichtigungsbeschluss vom 12. Dezember 1949 auf fünf Jahre herabgesetzt
- Karl Ritter (AA) – vier Jahre (verbüßt)
- Edmund Veesenmayer (AA) – 20 Jahre, 1951 zu zehn Jahren Haft umgewandelt
- Hans Heinrich Lammers (Reichskanzlei) – 20 Jahre, 1951 zu zehn Jahren Haft umgewandelt, im Dezember 1951 entlassen
- Wilhelm Stuckart (Reichsinnenministerium) – drei Jahre, zehn Monate und 20 Tage (durch Untersuchungshaft verbüßt, Strafmaß aus humanitären Gründen bemessen, weil weitere Haft einem „Todesurteil“ gleichgekommen wäre)[12]
- Richard Walther Darré (Reichsministerium für Ernährung und Landwirtschaft) – sieben Jahre (teilweise verbüßt)
- Otto Dietrich (Reichsministerium für Volksaufklärung und Propaganda) – sieben Jahre (teilweise verbüßt)
- Gottlob Berger (SS-Hauptamt) – 25 Jahre, 1951 zu zehn Jahren Haft umgewandelt
- Walter Schellenberg vom RSHA – sechs Jahre (teilweise verbüßt)
- Johann Ludwig Graf Schwerin von Krosigk (Reichsfinanzminister) – zehn Jahre, 1951 entlassen
- Emil Puhl (Geschäftsführender Vizepräsident der Reichsbank) – fünf Jahre (teilweise verbüßt), 1949 entlassen
- Karl Rasche (Vorstandssprecher der Dresdner Bank) – sieben Jahre (teilweise verbüßt)
- Paul Körner – 15 Jahre, 1951 zu zehn Jahren Haft umgewandelt
- Paul Pleiger (Reichsbeauftragter für die Ostwirtschaft) – 15 Jahre, 1951 zu zehn Jahren Haft umgewandelt
- Hans Kehrl (SS-Hauptamt und Reichsministerium für Rüstung und Kriegsproduktion) – 15 Jahre, 1951 entlassen

Freisprüche:
- Otto von Erdmannsdorff – Freispruch
- Otto Meissner (Präsidialkanzlei) – Freispruch

## Urteilsabänderung
Obwohl die Urteile laut bestehender Vorschrift weder durch Revision noch durch Berufung angefochten werden durften, ließ das Gericht erstmals Überprüfungsanträge der Verteidiger zu. Einer der drei Richter, Leon W. Powers, gab eine „abweichende Meinung“ zum Urteil ab, in der er der Anklage vorhielt, ein schuldhaftes Verhalten zu konstruieren, bei dem ein Mensch eines Verbrechens für schuldig befunden werde, „selbst wenn es von Personen begangen wurde, für die er keine Verantwortung trug und auf die er keinen Einfluss hatte.“ Für 17 der Verurteilten stellten die Verteidiger Anträge wegen „Rechts- und Tatsachenirrtümern“, die durch die Berichtigungsbeschlüsse vom 12. Dezember 1949 überwiegend abgelehnt, aber in den Fällen Weizsäcker, Wörmann und Steengracht zu Freisprüchen in einem Teil der Anklagepunkte und damit verbunden zu Strafminderungen führten. Den Teilaufhebungen wiederum wurde vom Richter William C. Christianson in jeweils beigefügten Memoranden nicht zugestimmt.

## Unmittelbare Wirkungen

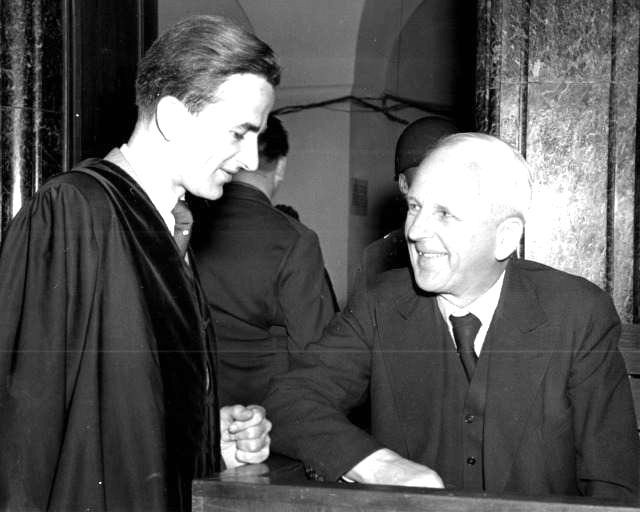
Ernst von Weizsäcker in Nürnberg mit Sohn Richard

Von großen Teilen der deutschen Öffentlichkeit wurde speziell das Urteil gegen Ernst von Weizsäcker mit Unverständnis aufgenommen. Landespolitiker bemühten sich um seine Begnadigung. Seine Haftzeit endete nach Verbüßung von anderthalb Jahren vorzeitig am 15. Oktober 1950.
Bei der Besetzung der Stellen des am 15. März 1951 neugebildeten Auswärtigen Amts wurden offenbar frühere Mitarbeiter bevorzugt eingestellt, wenn sie sich im Wilhelmstraßen-Prozess nicht als Zeugen der Anklage hervorgetan hatten.

## Deutungen
Es sei im Wilhelmstraßen-Prozess „um mehr als um die individuelle strafrechtliche Schuld der Angeklagten“ gegangen, meint der Historiker Dirk Pöppmann, nämlich um „die Frage nach der politischen und moralischen Verantwortung der deutschen Bürokratieelite für die Verbrechen des Dritten Reiches.“ Der amerikanischen Interpretation, die „Mitmachen“ als Opportunismus und Verstrickung in Verbrechen ansah, habe die Sichtweise gegenübergestanden, in schwierigen Zeiten am Platz ausgeharrt und „Schlimmeres verhindert zu haben“.

## Künstlerische Verarbeitungen
Der Wilhelmstraßen-Prozess steht im Zentrum des historischen Romans Die Verteidigung von Fridolin Schley. 2021 im Verlag Hanser Berlin erschienen und mit mehreren Literaturpreisen ausgezeichnet, beschreibt der Autor darin die Beteiligung des damaligen Jurastudenten Richard von Weizsäcker an der Verteidigung seines Vaters Ernst von Weizsäcker vor Gericht. Kammerspielartig orientiert sich der Roman an der klassischen Geschlossenheit von Raum und Zeit: Er beginnt mit dem Tag der Prozesseröffnung und endet mit der Begnadigung des verurteilten Ernst von Weizsäcker am 13. Oktober 1950. Was zeitgleich mit dem Prozess geschieht – z. B. die Berliner Luftbrücke – wird in Schlaglichtern angedeutet. Die Handlung spielt zum größten Teil im berühmten Nürnberger Gerichtssaal 600, weicht von dort aber immer wieder zu Seitensträngen oder Erinnerungen ab. Je näher Richard von Weizsäcker im Laufe des Prozesses seinem Vater kommt, desto mehr lernt er auch Struktur und Ausmaß der NS-Verbrechen kennen und umso stärker werden die Zweifel am Selbstverständnis des Vaters, der auf seinem reinen Gewissen beharrt. Zwischen Loyalität und Befremdung, familiärer und moralischer Verpflichtung ist der Sohn hin- und hergerissen. Seine innere Entwicklung bildet die Kerndynamik des Romans.
Auch die äußeren Umstände und die Nachgeschichte des Wilhelmstraßenprozesses werden essayistisch aufgegriffen, die Strategien von Anklage und Verteidigung sowie ihre Bezüge zum Zeitgeist der deutschen Nachkriegsgesellschaft. Hier tritt eine Vielzahl an entscheidenden Nebenfiguren hervor – wie der Ankläger Robert Kempner, der massiven antisemitischen Anfeindungen ausgesetzt ist, der Kriegsverbrecher Gottlob Berger, der im Prozess schließlich die höchste Strafe erhält, oder der verschworene Stefan-George-Kreis mit seinem starken Wirken im Hintergrund des Prozesses.
Als durchgehendes Stilmittel sind etliche Quellenmaterialien in den Text eingearbeitet: Auszüge aus authentischen Briefen, Tagebüchern, Amtspapieren und Prozessunterlagen. Sie verleihen dem Roman Züge einer Doku-Fiktion.